# Acueducto del Águila
El acueducto del Águila es una obra civil del siglo XIX situada en el municipio de Nerja, en Andalucía (España).  

## Historia
También conocido como Puente del Águila, se construyó para transportar agua a los molinos de la antigua Fábrica de Azúcar de San Joaquín de Maro. Su arquitecto fue Francisco Cantarero Martín. La compañía Azucarera-Alcoholera de San Joaquín, dueños de la fábrica, lo vendieron a la empresa Azucarera Larios en 1930. Décadas después, esta última la cedió al Ayuntamiento de Nerja en 2005, pasando a titularidad pública.
En 2010 dieron comienzo unas obras de restauración que terminaron en 2012.

## Características
Su estructura cuenta con aproximadamente 40 metros de altura. 
Está formado por cuatro pisos de arcos superpuestos que saltan el gran desnivel del Barranco de la Coladilla.   
Rematando el monumento se encuentra un pináculo con una veleta con forma de águila bicéfala, que da nombre al acueducto.